# Ophiogramma injunctaria
Ophiogramma injunctaria là một loài bướm đêm trong họ Geometridae.